# 单纯疱疹病毒
人類单纯疱疹病毒（英語：herpes simplex virus，HSV）包括一型（HSV-1，HHV-1）與二型（HSV-2，HHV-2），是疱疹病毒科（Herpesviridae）中的感染人类的两種病毒。HSV-1和-2都是普遍存在且接触传染的。当患者产生和释放病毒时，单纯疱疹病毒就会传播。第一類型單純疱疹（HSV-1）與口腔周圍、眼角膜結膜炎及上半身感染的皮膚炎有關；第二類型單純疱疹（HSV-2）則與生殖器、新生兒疱疹及下半身感染的皮膚炎有關。
单纯疱疹病毒感染症状包括口、唇或生殖器的皮肤或黏膜上出现水泡。病灶显示疱疹状的病毒典型的痂。在病发时，病毒会产生非常轻微或异常症状。然而，作为具有神经侵入性的嗜神经病毒，HSV-1和-2通过潜伏并避开免疫系统，驻留在人体神经细胞内。在第一次感染后，部分患者经历病毒再激活或暴发散发期。发病时，神经细胞中的病毒变得活跃，通过神经轴突转移到皮肤，出现病毒复制和释放，导致新的疼痛。

## 下属物种
本属包括以下物种：
- Ateline alphaherpesvirus 1
- 牛疱疹病毒2型 Bovine alphaherpesvirus 2
- 猴疱疹病毒2型 Cercopithecine alphaherpesvirus 2
- 人類疱疹病毒1型 Human alphaherpesvirus 1
- 人類疱疹病毒2型 Human alphaherpesvirus 2
- 兔类疱疹病毒4型 Leporid alphaherpesvirus 4
- 恒河猴疱疹病毒1型 Macacine alphaherpesvirus 1
- 恒河猴疱疹病毒2型 Macacine alphaherpesvirus 2
- 恒河猴疱疹病毒3型 Macacine alphaherpesvirus 3
- 袋鼠类疱疹病毒1型 Macropodid alphaherpesvirus 1
- 袋鼠类疱疹病毒2型 Macropodid alphaherpesvirus 2
- Panine alphaherpesvirus 3
- Papiine alphaherpesvirus 2
- 翼状疱疹病毒1型 Pteropodid alphaherpesvirus 1
- Saimiriine alphaherpesvirus 1

## 传播
HSV-1和-2都是通过接触病毒复发期皮肤感染区而传染的。不過在潜伏期，疱疹病毒并不传染。只有在病毒症状复发期，伴有可见的和典型的皮肤疼痛，传染才有可能发生。无症状的复发是指病毒导致非典型的、轻微的或不明显的症状，不能确认是疱疹發病症状。非典型症状通常归咎于其他原因，如酵母菌感染。HSV-1常在幼儿期經口传染，但也可能經由性接觸传染。HSV-2主要經由性接觸传染，但HSV-1的性接觸传染率也不断地增长。
尽管可能性很小，两种病毒也都有可能通过分娩的方式進行传染。如果母亲在分娩时没有症状或沒有爆开的水泡，传染的可能性就极小。但如果母亲在怀妊晚期首次得此病毒，传染的可能性就极大。
通常第一次感染HSV时，疱疹症状会最严重，因为身体里还没有疱疹病毒的抗体来帮助抵抗疱疹病毒。首次口腔疱疹发作約有1%的可能性发展為无菌性脑膜炎。

## 微生物学

### 病毒结构
動物疱疹病毒有相同的特性。疱疹病毒的結構包含了相當大的雙絞股、線性的DNA基因組，以稱為衣殼的正二十面體蛋白質外殼包裹，衣殼又被稱為病毒包膜的磷脂雙分子層包起。

### 潜伏性感染
- HSV-1傾向潛伏於三叉神經節（英语：Trigeminal ganglion）。
- HSV-2傾向潛伏於薦椎神經節（英语：Sacral ganglia）。

## 治疗
- 阿昔洛韦。由遭受疱疹病毒感染之細胞選擇性吸收，並由細胞內病毒胸苷激酶轉變成活性三磷酸鹽型式，併入病毒DNA鏈中，干擾病毒DNA聚合酶，終結DNA鏈，阻斷病毒複製。胸苷激酶僅存於病毒中，故此藥可選擇性抗病毒，對人體毒性較小。可口服、靜脈注射、外用塗抹等方式給藥，吸收後分布廣，可進入中樞神經系統，以原型藥物由腎臟排出[2]。對單純疱疹病毒、水痘帶狀疱疹病毒、巨細胞病毒等具有抑制作用。
- 阿糖腺苷。可對抗DNA病毒，抑制病毒DNA聚合酶，阻斷病毒DNA複製與合成[2]。
- 碘苷。構造與胸腺嘧啶類似，可嵌入病毒的DNA，阻斷病毒DNA合成與複製，治療指數小，限用於單純疱疹性角膜炎[2]。

## 外部連結
- 微生物免疫學-Herpesviridae(疱疹病毒科)（页面存档备份，存于）
- 单纯疱疹病毒中心在斯坦福大学 （页面存档备份，存于）
- Mayo Clinic on Cold Sores（页面存档备份，存于）
- Genital Herpes - Public Health Agency of Canada（页面存档备份，存于）
- UK Genital Herpes Resource Site（页面存档备份，存于）
- NHS Health Encyclopaedia - Information on Cold Sores（页面存档备份，存于）
- American Social Health Association article on differences between HSV-1 and -2